# 利物浦 (印第安納州)
利物浦（英語：Liverpool）是位於美國印地安納州萊克縣的一個非建制地區。該地的面積和人口皆未知。